# FAI (pantserwagen)
De FAI (Russisch: ФАИ, Форд-А Ижорский; Ford-A Izjorski) was een lichte militaire pantserwagen, gebruikt door de Sovjet-Unie van de jaren 30 tot begin 1940. Het was de vervanger van de D-8.